# Орцес (Белуно)
Орцес (итал. Orzes) је насеље у Италији у округу Белуно, региону Венето.
Према процени из 2011. у насељу је живело 261 становника. Насеље се налази на надморској висини од 435 м.